# Seznam archivů v Česku
Archivy v Česku sestávají ze státních, specializovaných, městských (tedy archivů územních samosprávných celků) a bezpečnostních, kterou jsou jako archivy definované buď archivním zákonem, případně akreditací u Ministerstva vnitra České republiky. Soukromé archivy vznikají pouze akreditací.
Pro jednoznačnost je u seznamu používán princip legality, takže jsou uváděny pouze akreditované (zákonem rozeznané) archivy. Je ale třeba upozornit, že při odhlédnutí od oficiality existují v Česku instituce provozující archivy v širším smyslu (typicky muzea, která nespravují jenom „staré dokumenty“, ale dokonce písemnosti v režimu archiválií, podobně tak jistá forma diecézního archivu existuje víceméně u všech biskupství, nicméně pouze brněnské má archiv akreditovaný).

## Státní archivy
- Národní archiv
- Archiv bezpečnostních složek
- Státní oblastní archiv v Praze
- Státní oblastní archiv v Třeboni
- Státní oblastní archiv v Plzni
- Státní oblastní archiv v Litoměřicích
- Státní oblastní archiv v Hradci Králové (do 31.12.2021 SOA v Zámrsku podle obce, kde se na zámku nacházejí fondy i badatelna)
- Moravský zemský archiv v Brně
- Zemský archiv v Opavě

## Specializované archivy
- Archiv Kanceláře prezidenta republiky
- Archiv Pražského hradu
- Archiv Ministerstva zahraničních věcí
- Vojenský historický archiv
- Archiv Českého rozhlasu
- Archiv České televize
- Archiv Poslanecké sněmovny
- Archiv Senátu
- Archiv České národní banky
- Ústřední archiv zeměměřictví a katastru
- Masarykův ústav a Archiv Akademie věd České republiky
- Národní filmový archiv
- Archiv Národního bezpečnostního úřadu – specializovaný

- Archiv Národního muzea
- Archiv Národní galerie
- Archiv Národní knihovny
- Archiv Národního technického muzea
- Archiv Moravské galerie v Brně

- Archiv DIAMO

### Universitní archivy
- Ústav dějin Univerzity Karlovy a archiv Univerzity Karlovy
- Archiv Českého vysokého učení technického v Praze
- Archiv Masarykovy univerzity v Brně
- Archiv Vysokého učení technického v Brně
- Archiv Univerzity Hradec Králové
- Archiv Univerzity Palackého v Olomouci
- Archiv Akademie výtvarných umění v Praze
- Archiv Vysoké školy báňské – Technické univerzity Ostrava
- Archiv Slezské univerzity v Opavě
- Archiv Mendlovy univerzity v Brně
- Archiv Veterinární a farmaceutické univerzity Brno

### Literární archiv
- Literární archiv Památníku národního písemnictví

## Archivy územních samosprávných celků
- Archiv hlavního města Prahy
- Archiv města Brna
- Archiv města Ostravy
- Archiv města Plzně
- Archiv města Ústí nad Labem

## Bezpečnostní archivy
- Archiv Bezpečnostní informační služby
- Archiv Úřadu pro zahraniční styky a informace
- Archiv Národního bezpečnostního úřadu
- Bezpečnostní archiv Vojenského zpravodajství
- Archiv Policie ČR
- Archiv Ministerstva vnitra ČR
- Archiv Ministerstva obrany ČR

## Soukromé archivy
- Archiv společnosti ŠKODA AUTO a.s.
- Ústřední archiv společnosti Plzeňský Prazdroj, a.s.
- Archiv společnosti Sokolovská uhelná, právní nástupce, a.s.
- Archiv OKD, a.s.
- Archiv VÍTKOVICE, a.s.
- Akreditovaný archiv ArcelorMittal Ostrava a.s.
- Všeodborový archiv Českomoravské konfederace odborových svazů
- Archiv České strany sociálně demokratické
- Archiv Židovského muzea v Praze
- Archiv Centra hasičského hnutí Přibyslav
- Diecézní archiv Biskupství brněnského